# Santa Catarina (Lisboa)
Santa Catarina era una freguesia portuguesa del municipio de Lisboa, distrito de Lisboa.

## Historia
Fue suprimida el 8 de noviembre de 2012, en aplicación de una resolución de la Asamblea de la República portuguesa al unirse con las freguesias de Encarnação, Mercês y  São Paulo, formando la nueva freguesia de Misericórdia.

## Patrimonio
- Palacio de Flor da Murta
- Convento dos Paulistas
- Iglesia de Santa Catalina (Lisboa)
- Edificio en la Travessa André Valente
- Palacio de los Condes de Mesquitela
- Palacio Pombal